# 1927년 미시시피 대홍수
1927년 미시시피 대홍수(Great Mississippi Flood of 1927)는 27,000평방 마일이 30피트 깊이까지 침수된 것으로 미국에서 일어난 가장 강력한 홍수로 기록된다. 이후, 정부는 후에 발생할 또 다른 홍수를 방지하기 위해 세계에서 가장 긴 제방 및 방수로를 만들었다.
홍수의 피해를 입은 63만명중 94%가 아칸소주, 미시시피주, 루이지애나주이며 그 중 가장 많은 피해를 입은 곳은 미시시피 델타 지역이다. 20만명이상의 흑인들이 미시시피 강 하류에 있는 집을 떠나 구호 캠프에서 오랜 기간 거주해야했다. 이러한 결과로 인하여 많은 사람들은 농업에 복귀하기보단 남부에서 북부, 중서부 산업도시로의 흑인 대이동을 하였다. 1926년 여름, 미시시피 중부 유역에서 심각한 폭우로부터 시작되었다.

## 사건
1926년 여름, 미시시피의 중부 유역에서 많은 양의 폭우가 내린 것으로 시작된다. 9월에 캔자스, 아이오와의 미시시피 지류가 범람하였다. 1926년의 크리스마스때 테네시주 내슈빌의 컴버랜드 강은 56피트나 불어났으며, 이 기록은 2010년 테네시 홍수보다 높은 것으로 기록된다.

## 같이 보기
- 2011년 미시시피강 홍수